# Ingimundur Ingimundarson
Ingimundur Ingimundarson, född  29 januari 1980 i Reykjavík, är en isländsk handbollsspelare (vänsternia).
Han var med och tog OS-silver 2008 i Peking.